# Felsőmarác, Vas
Felsőmarác  este un sat în districtul Körmend, județul Vas, Ungaria, având o populație de 255 de locuitori (2011). 

## Demografie
Componența etnică a satului Felsőmarác
     Maghiari (96,54%)
     Germani (3,46%)
Componența confesională a satului Felsőmarác
     Romano-catolici (74,51%)
     Fără religie (5,1%)
     Atei (1,96%)
     Reformați (1,18%)
     Necunoscută (17,25%)
Conform recensământului din 2011, satul Felsőmarác avea 255 de locuitori. Din punct de vedere etnic, majoritatea locuitorilor (96,54%) erau maghiari, cu o minoritate de germani (3,46%).  Din punct de vedere confesional, majoritatea locuitorilor (74,51%) erau romano-catolici, existând și minorități de persoane fără religie (5,1%), atei (1,96%) și reformați (1,18%). Pentru 17,25% din locuitori nu este cunoscută apartenența confesională.